# Antonio Masini (artista)

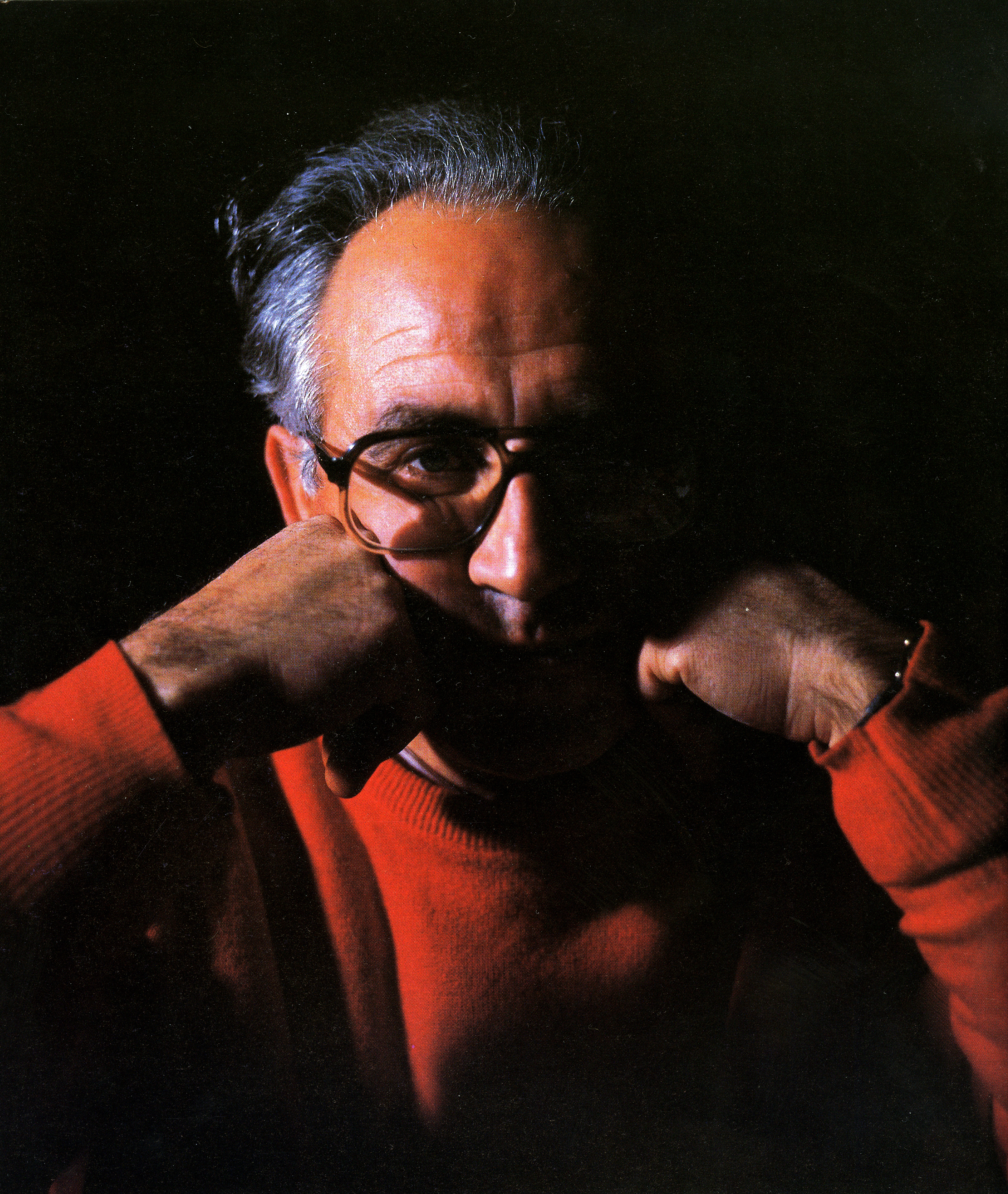
Antonio Masini (foto Aldo Lacapra).

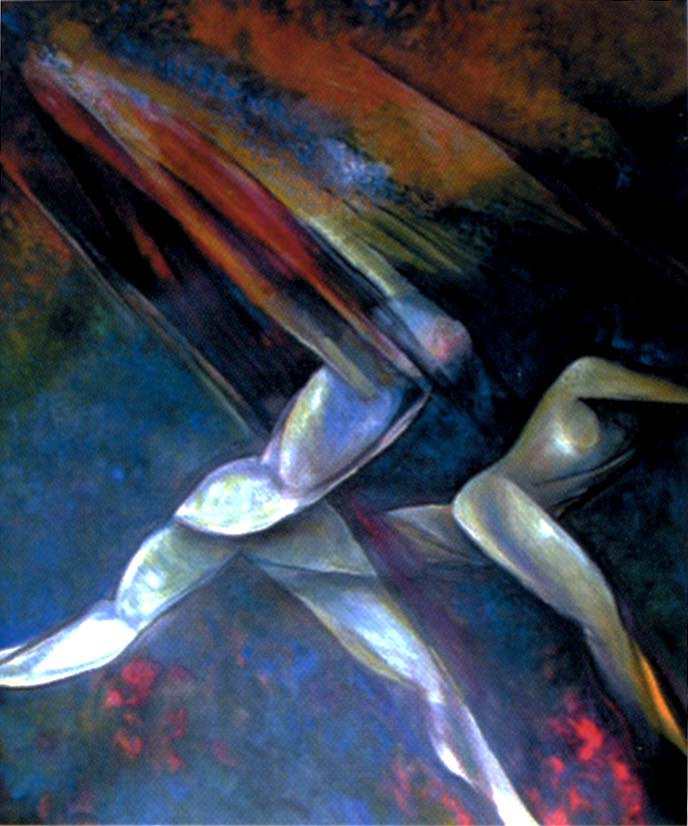
Raining Fire (1999) - olio su tela, 200x200, collezione Zeccola (Melbourne).

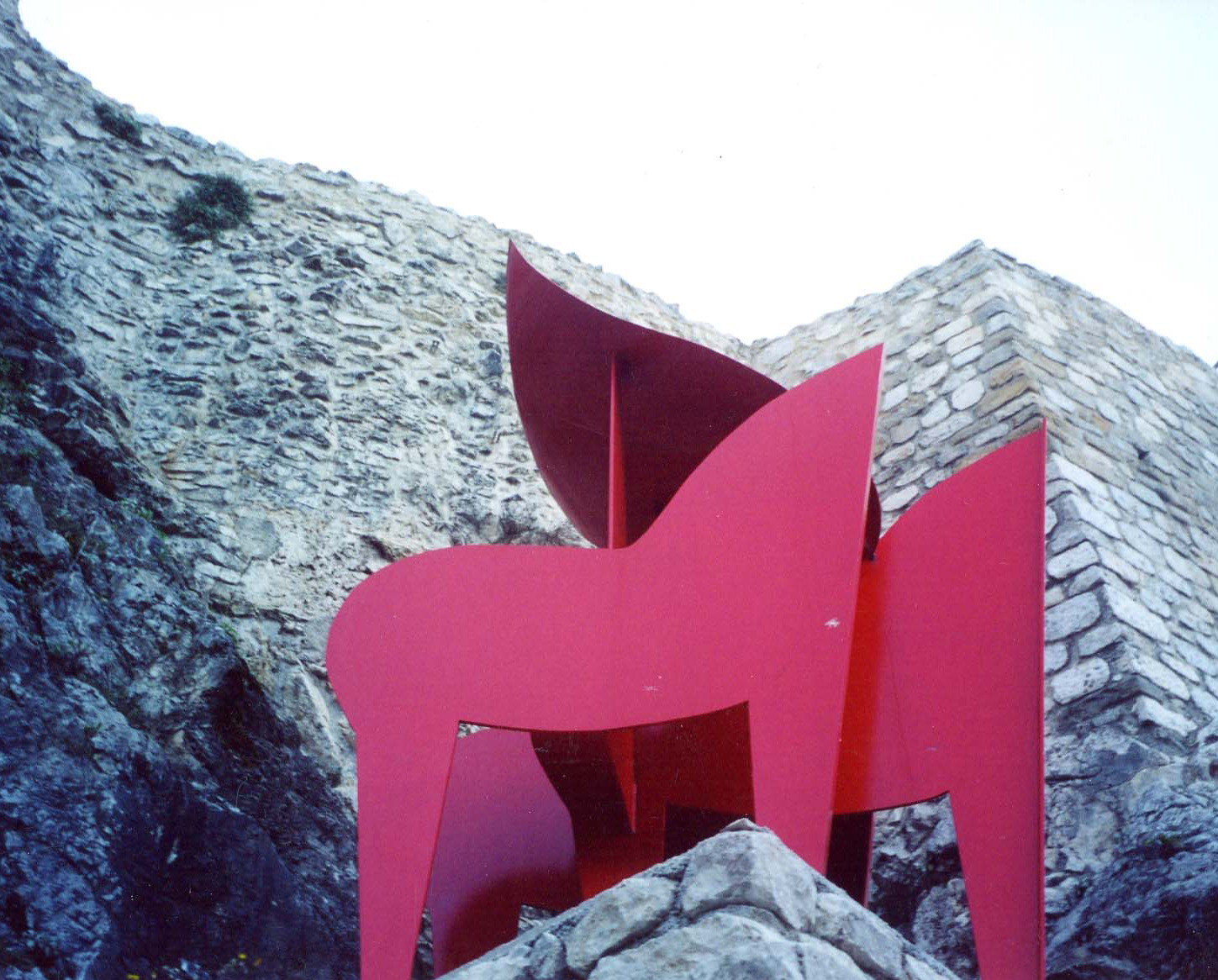
I Cavalieri di Balvano (2002), scultura in ferro policromo (400x200x350), Balvano.

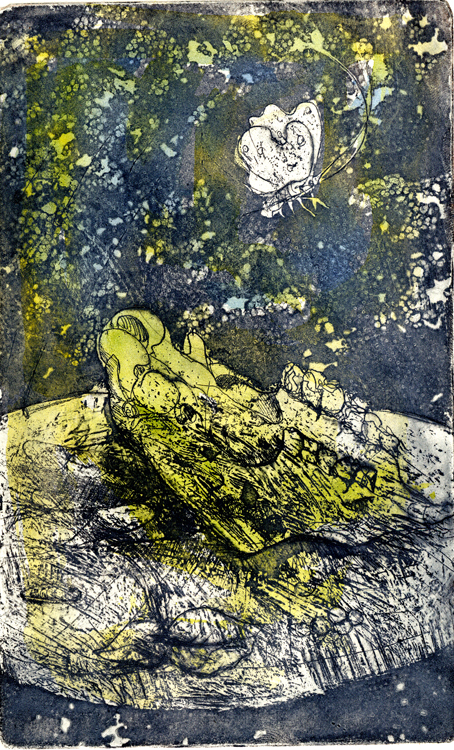
Ieri un millennio fa: omaggio a Libero De Libero (1984). Acquaforte e acquatinta ritoccate a mano, 15x.

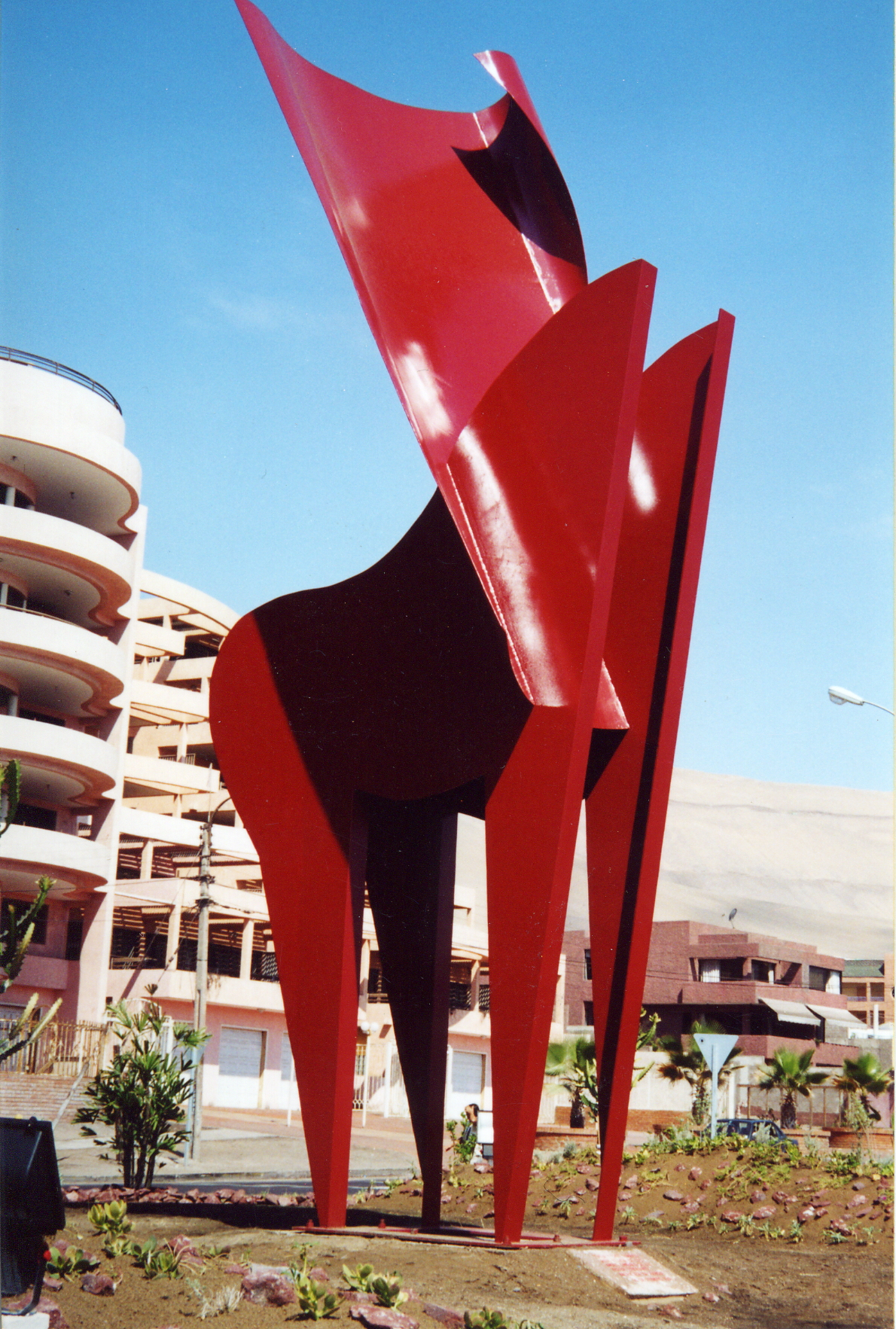
il Monumento a la Mujer Emigrante (2001) a Iquique (Cile).

Antonio Masini (Calvello, 9 settembre 1933 – Potenza, 21 dicembre 2018) è stato un pittore, incisore e scultore italiano.

## Biografia
Compie studi classici e si laurea in giurisprudenza. Nel 1960 vince il primo premio alla Mostra Nazionale di Pittura "1º Centenario della Rivoluzione lucana". 
Negli anni '70 è invitato ad esporre all'Art 6'75 e Art 6'76 a Basilea e all'INCO-Art a Roma (1975). 
Nel 1980 vince un Premio Internazionale di grafica a Cannes
Dopo una prima fase legata a temi della civiltà contadina il suo linguaggio diventa funzionale alla ricerca magica della realtà all'interno di un universo figurativo ambiguo e asimmetrico con una forza plastica basata sulla scomposizione delle forme e un'energia cromatica di grande intensità.
La sua pittura recupera il concetto di pittura di storia riappropriandosi di quella forza persuasiva necessaria a qualsiasi messinscena tesa a ricostruire i fatti su precise coordinate temporali, senza per questo rinunciare alla componente emotiva . In questa fase "una forte tensione etica accompagna la sua pittura che si proietta in doppia dimensione: morale e sociale", come nel caso dei polittici Fratelli Rosselli, il Polittico di Balvano, dedicato al drammatico terremoto del 1980, "Eclisse della ragione" per il quale si ispira al massacro di Sabra e Shatila..
Intorno alla forza del mito costruisce tra gli anni '90 e il 2000 una nuova poetica. A tale fase si iscrivono le opere Mythos Mensch und Kommunikation e Kunst ohne Grenzen-Arte senza frontiere presentate a Stoccarda e Potsdam nel 1995 e 2000, la Trilogia Andina esposta a Iquique nel 2002.
In questi anni espone in diverse antologiche tra cui a Montréal (2004) e Lima (2008).
Le sue opere di grafica e di pittura si trovano in diverse musei e collezioni private e pubbliche in Italia, Argentina, Australia, Bosnia-Erzegovina, Brasile, Canada, Cile, Croazia, Finlandia, Germania, Giappone, Paraguay, Polonia, Romania, Stati Uniti.
L'energia plastica della sua arte trova nella scultura rinnovate forme espressive e nuove opportunità di rappresentazione. Ricca e varia è la sua produzione scultorea nel primo decennio del 2000 con opere in bronzo e in acciaio in Italia e all'estero, tra cui:
- il Monumento a la Mujer Emigrante (2001) una grande scultura in ferro a Iquique (Cile)[8];
- I Cavalieri di Balvano (2002)[9], scultura in ferro policromo(400x200x350 cm), a Balvano;
- il Monumento aos Fundadores (2003), nella città di Olímpia (São Paulo) (Brasile), una scultura in acciaio commemorativa del centenario della fondazione della città;
- la Porta del Gigante a Potenza, scultura in bronzo commemorativa della ricostruzione a seguito del terremoto del 1980.[10];
- L'Uomo nel Vento (2004), scultura in bronzo (180x90x80 cm) nel Leonardo da Vinci Center della città di Montreal (Canada)[11];
- una scultura in bronzo a Sydney (2008) dedicata al tema dell'emigrazione e donata dalla Regione Basilicata alla comunità italiana in Australia[12];
- Man of the Valley (2008), scultura in bronzo (125x120x80 cm) situtato a Coburg Lake Reserve nella città di Melbourne [13];
- la Cavalcata dei Tori (2015) ad Asunciòn, pittura murale realizzata nella sede della Associazione Basilicata in Paraguay;
- numerose altre sculture esposte in musei tra cui il MUSMA di Matera[14].

È autore di numerose porte bronzee di chiese tra cui la Chiesa Madre di Calvello (2005), la Chiesa di San Gianuario a Marsico Nuovo (1999), la Chiesa di Sant′Antonio Abate a Pignola (1999).
Dal dicembre 2019 è operativa un'associazione Archivio Antonio Masini voluta dalla famiglia dell'artista con l'obiettivo inventariare, catalogare e valorizzare l'opera artistica di Antonio Masini e promuovere iniziative, workshop ed eventi d'arte contemporanea.